# Leptocera echinaspis
Leptocera echinaspis är en tvåvingeart som beskrevs av Arnold Spuler 1924. Leptocera echinaspis ingår i släktet Leptocera och familjen hoppflugor.
Artens utbredningsområde är Kalifornien. Inga underarter finns listade i Catalogue of Life.